# إريك فيرمولين
إريك فيرمولين هو عازف جاز وعازف بيانو بلجيكي، ولد في 15 أكتوبر 1959 في يبر في بلجيكا.

## وصلات خارجية
- إريك فيرمولين على موقع ميوزك برينز (الإنجليزية)
- إريك فيرمولين على موقع ديسكوغز (الإنجليزية)